# Pierre-Charles Chauffer
Pour les articles homonymes, voir Chauffer.
Pierre-Charles Chauffer, né en 1779 à Rouen et mort le 12 février 1856 à Paris, est un peintre français.

## Biographie
Pierre-Charles Chauffer est le fils de Jean Baptiste Charles Marie Chauffer, comte de Toulaville, et de Marie Anne Charlotte Catherine Hamard.
Peintre d'histoire, élève de David, il expose au Salon de 1817 et 1848.
Il épouse Marie Victoire Constance Jaquinet. Devenu veuf, il épouse en secondes noces Joséphine Clarisse Adèle Chopin en 1846.
Il meurt à son domicile de la rue des Guillemins à l'âge de 77 ans.